# Nupserha ventralis
Nupserha ventralis är en skalbaggsart som beskrevs av Charles Joseph Gahan 1894. Nupserha ventralis ingår i släktet Nupserha och familjen långhorningar.
Artens utbredningsområde är Myanmar. Inga underarter finns listade i Catalogue of Life.